# Wieger Mensonides
Wieger Emile Mensonides (L'Aia, 12 luglio 1938) è un ex nuotatore olandese.
Specializzato nella rana, ha vinto la medaglia di bronzo olimpica nei 200 m rana a Roma 1960. Per quarant'anni è stato l'unico vincitore di medaglie olimpiche nel nuoto del suo paese, fino al 2000 quando Pieter van den Hoogenband si è imposto nei 100 m e 200 m sl.

## Palmarès
- Olimpiadi
  - Roma 1960: bronzo nei 200 m rana.